# Die Menschheit hat den Verstand verloren
Die Menschheit hat den Verstand verloren (schwedisch Krigsdagböcker) ist ein autobiografisches Werk von Astrid Lindgren. Es behandelt die Tagebucheinträge, die Lindgren während des Zweiten Weltkrieges führte. Es erschien auf Deutsch im Jahr 2015 mit dem Untertitel Tagebücher 1939–1945.

## Inhalt
Lindgrens Tagebuch beginnt am 1. September 1939 mit den Worten „Oh! Heute hat der Krieg begonnen. Niemand wollte es glauben.“ Danach dokumentiert sie mithilfe von Zeitungsartikeln und Briefen die Ereignisse des Krieges. Dabei geht sie jedoch nicht nur auf die Bedrohung durch Hitler, sondern auch die von Stalin ein, als letzterer zum Beispiel Finnland angreift. Während Lindgren anfangs Stalins Machenschaften und eine russische Invasion deutlich mehr fürchtet als Hitler, wandelt sich allmählich auch ihr Bild von Deutschland zum Schlechteren. Sie bekommt eine große Wut auf die Deutschen, die es schaffen, innerhalb von zwanzig Jahren die gesamte Menschheit, während zweier Weltkriege, gegen sich aufzubringen. Gleichzeitig zeigt Lindgren aber auch Mitgefühl mit den Deutschen, als die Bomben über Berlin abgeworfen werden.

## Hintergrund
Vom 1. September 1939 bis zum 31. Dezember 1945 führte Astrid Lindgren ein Tagebuch, in dem sie ihren Eindruck vom Krieg wiedergab, aber auch Zeitungsartikel und Briefe zum Geschehen sammelte. Als sie anfing das Tagebuch zu schreiben, war Lindgren 32 Jahre alt und lebte mit ihrem Ehemann Sture Lindgren und ihren beiden Kindern in Stockholm. Sie war zu dieser Zeit als Sekretärin im Königlichen Automobilclub tätig. Bis auf einige Kurzgeschichten in Zeitungen hatte Lindgren noch nichts veröffentlicht. Im Jahr 1940 erhielt sie einen neuen Job, in dem sie im Auftrag des schwedischen Nachrichtendienstes deutsche Briefe las. Durch diesen Job erhielt sie noch tiefere Einblicke in das Kriegsgeschehen, welche sie auch in ihrem Tagebuch wiedergab. Obwohl es eigentlich nicht erlaubt war, schrieb Lindgren einige Briefe ab und berichtete in ihrem Tagebuch darüber. Astrid Lindgren fokussierte sich in dem Tagebuch hauptsächlich auf den Krieg und dessen Einfluss auf sie und ihre Familie. Von anderen persönlichen Erfahrungen ist in dem Buch nur wenig zu erfahren. So befand sich die Ehe von Lindgren in einer Krise, ihr Mann war kaum zu Hause, verliebte sich in eine andere Frau und verfiel immer stärker dem Alkohol. Dieses wurde jedoch in den Tagebüchern nur am Rande erwähnt.
Lindgrens Familie kannte die Kriegstagebücher. So trugen ihr Mann Sture sowie ihre beiden Kinder Lasse und Karin Lindgren selber Informationen dazu bei oder hörten Lindgren zu, als sie ihnen daraus vorlas.
Lindgren schrieb ihre Tagebücher in insgesamt 17 Kladden. Sie dachte zu ihren Lebzeiten niemals daran, ihre Tagebücher zu veröffentlichen. Diese wurden 2015 von Lindgrens Erbengemeinschaft Saltkråkan AB veröffentlicht. Lindgrens Enkel Nils Nyman erzählte später, dass er beim Lesen der Tagebücher das Gefühl gehabt habe, dass seine Großmutter sich eine Veröffentlichung gewünscht habe. Daher habe sich die Familie entschieden, die Tagebücher herauszubringen. Kritiker teilen diese Ansicht, so schreiben viele von einer imaginären Leserschaft, an die Lindgren sich wende.
Lindgrens Enkelin Annika Lindgren erklärte, dass sie in dem Tagebuch ihrer Großmutter kaum redaktionelle Eingriffe vorgenommen hätten. Einige Zeitungsausschnitte wurden nicht im Buch abgedruckt. Jedoch befinden sich alle Zeitungsausschnitte im Buch, die Astrid Lindgren kommentiert hat. Ansonsten wurden nur Belanglosigkeiten weggelassen.
In Schweden setzten die Kriegstagebücher eine Debatte darüber in Gang, was damals in dem Land über die Gräueltaten der Nazis bekannt war.
Während Lindgren ihre Kriegstagebücher schrieb, verfasste sie die Geschichten um Pippi Langstrumpf. Auch dies wird in den Kriegstagebüchern erwähnt.
Angelika Kutsch und Gabriele Haefs übersetzten das Buch ins Deutsche.

## Hörbuch
Die Tagebücher wurden auch als Hörbuch herausgegeben. 2015 wurde es vom Hörbuch Hamburg Verlag veröffentlicht. Gelesen wurde es von Eva Mattes, die auch als Synchronstimme der Pippi Langstrumpf bekannt ist.
Aus dem Hörbuch entwickelte Mattes gemeinsam mit der Dirigentin und Autorin Irmgard Schleier eine musikalisch begleitete Lesung, die auf Theaterbühnen präsentiert wird. Eva Mattes singt viele der Lieder, die zwischen den einzelnen Tagebucheinträgen präsentiert werden, selbst. Sie wird am Akkordeon und am Klavier begleitet. Ihre Premiere hatte die musikalische Lesung am 10. Juni 2017 im Theater Regensburg. Später wurde die Lesung auch in anderen Theatern wie zum Beispiel im Theater Konstanz, im Ernst-Deutsch-Theater, am Kleist-Theater Frankfurt oder am Stadttheater Bocholt gehalten.
- Die Menschheit hat den Verstand verloren: Tagebücher 1939–1945, gelesen von Eva Mattes. 5 CDs. Oetinger Audio. Lesung. ISBN 978-3-86909-217-1.

## Rezeption
Auszeichnungen
- 2015 LovelyBooks Leserpreis in der Kategorie Sachbuch und Ratgeber

Kritiken zum Buch

„Wie in all ihren späteren Werken nahm sich Lindgren auch in ihren Tagebüchern selbst zurück und stellte die Erzählung in den Vordergrund. Damit schuf sie ein wertvolles Stück Zeitgeschichte, das eine für Mitteleuropa ungewöhnliche Perspektive auf den Zweiten Weltkrieg eröffnet. Gleichzeitig erlaubt es uns dann doch, einen kurzen Blick auf die Wurzeln einer der wichtigsten Schriftstellerinnen unserer Zeit zu erhaschen.“

„Selten sind Tagebücher so ergreifend wie diese – mit all der anfänglichen Unbedarftheit der Schreiberin und ihrem wachsenden Streben, ein bisschen mehr zu verstehen von dieser aus den Fugen geratenen Welt.“

„Astrid Lindgren hält Alltägliches fest, eine schwedische Familie in Zeiten des Krieges. In die Einträge, die die Schrecklichkeiten des Krieges abbilden, fließen aber auch immer hoffnungsvolle, ja glückliche Momente ein, wenn sie über die Arbeit an der ‚Pippi‘ berichtet.“

Kritiken zum Hörbuch

„Die Schauspielerin Eva Mattes spricht das Hörbuch. […] hier setzt Eva Mattes kongenial den desillusionierten Blick Astrid Lindgrens in Szene, der dennoch immer auf dem Unmöglichen besteht: Es möge endlich Frieden auf der Welt geben.“